# Gardenville (Pennsylvania)
Gardenville ist ein Dorf in Plumstead Township, Bucks County, Pennsylvania. Das Zentrum von Gardenville befindet sich an der Kreuzung zwischen Durham Road (Pennsylvania Route 413) und Point Pleasant Pike und ist ein gemeindefreies Dorf. Der historische Teil des Dorfzentrums wurde 1991 in das National Register of Historic Places aufgenommen.

## Historischer Dorfteil
Zum historischen Teil des Dorfes zählen ungefähr 100 Gebäude. Einige dieser Gebäude sind: Gardenville Hotel (c. 1875), Plough Tavern (c. 1761), Quäker-Versammlungshaus (1875), Ewing-Michener Farm, Asha Foulke Farm, Wismer-Myers Farm, Durham Crest Farmhouse und die Berger Poultry Farm.

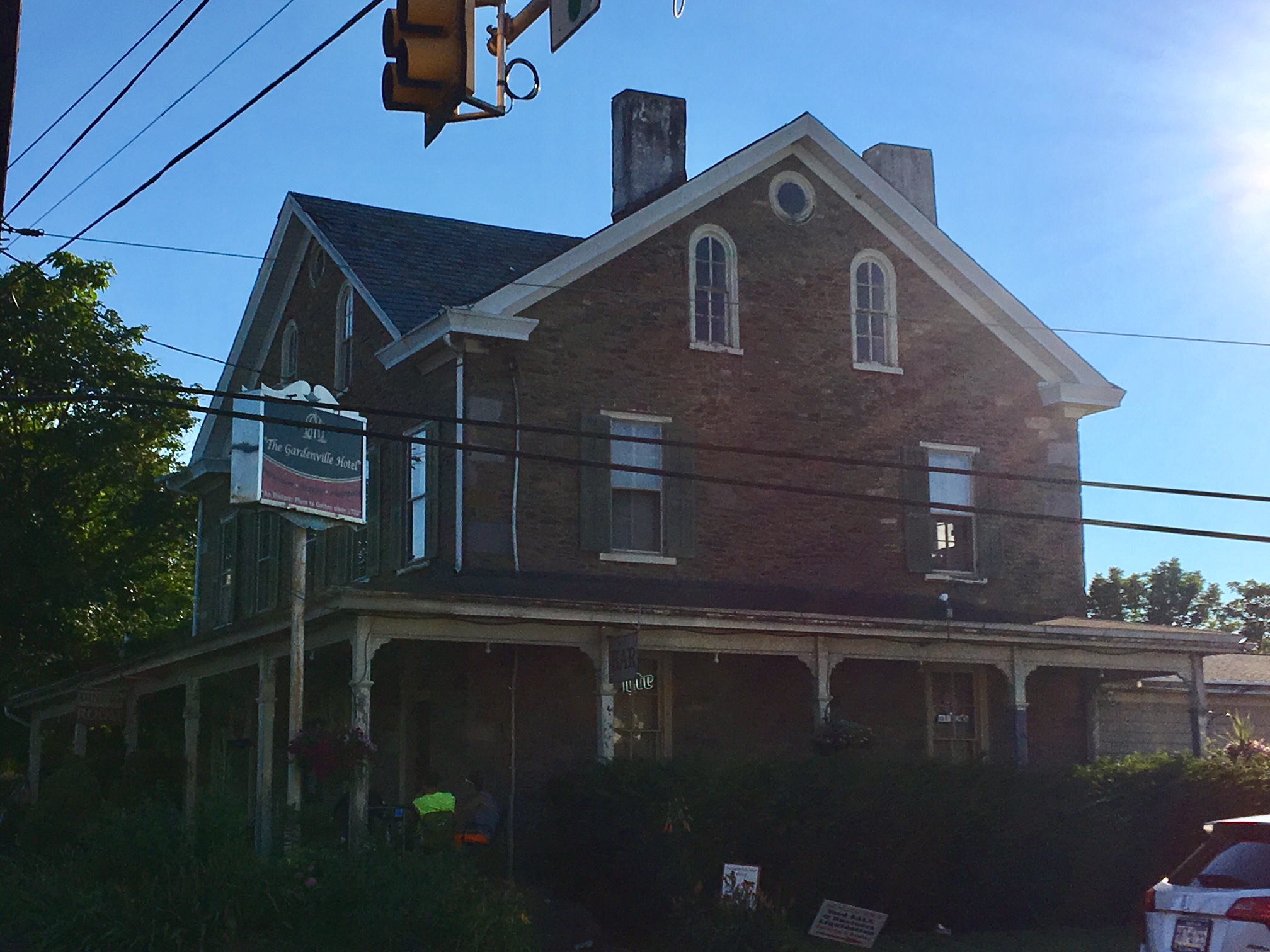
Gardenville Hotel
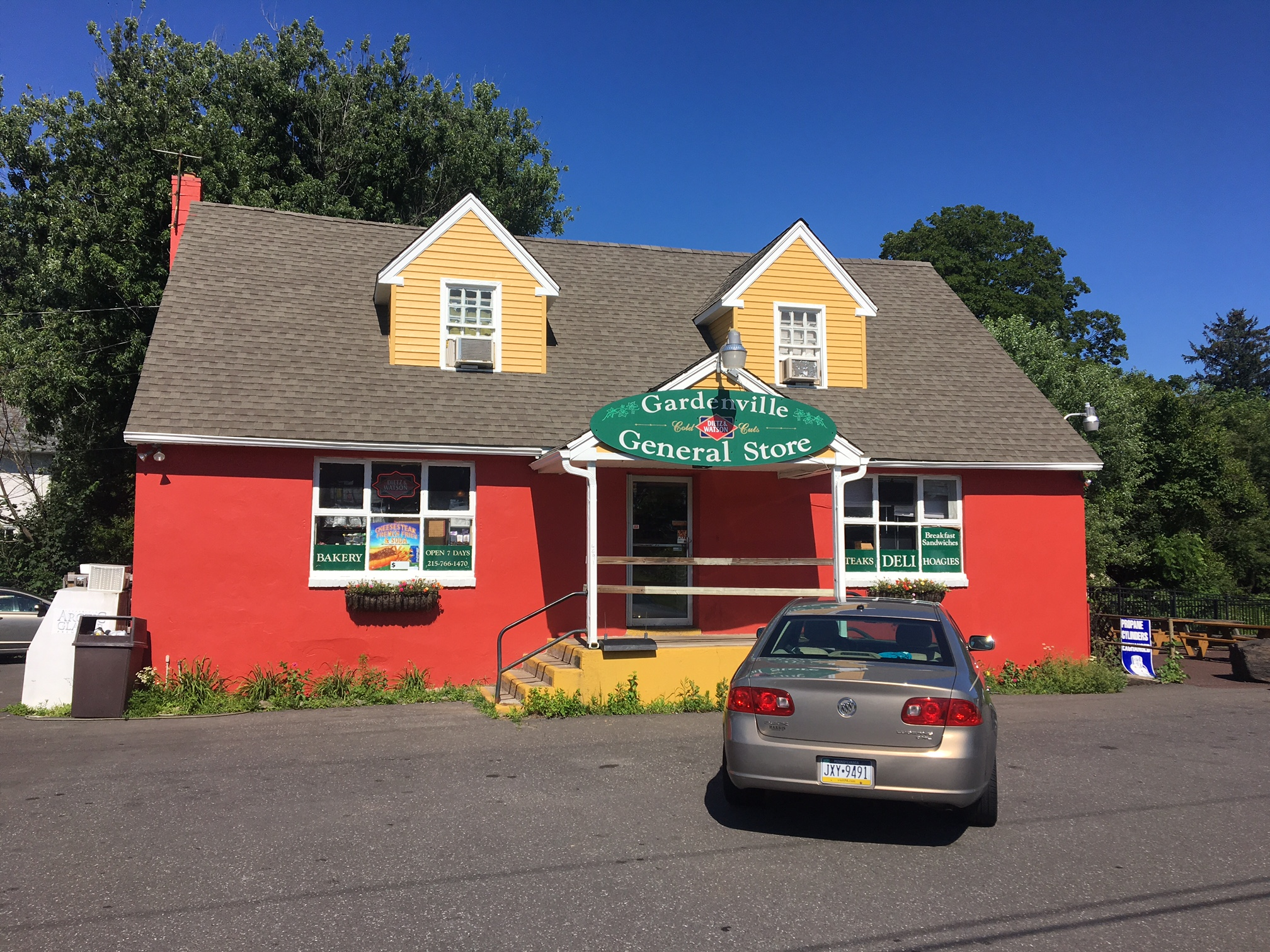
Dorfladen
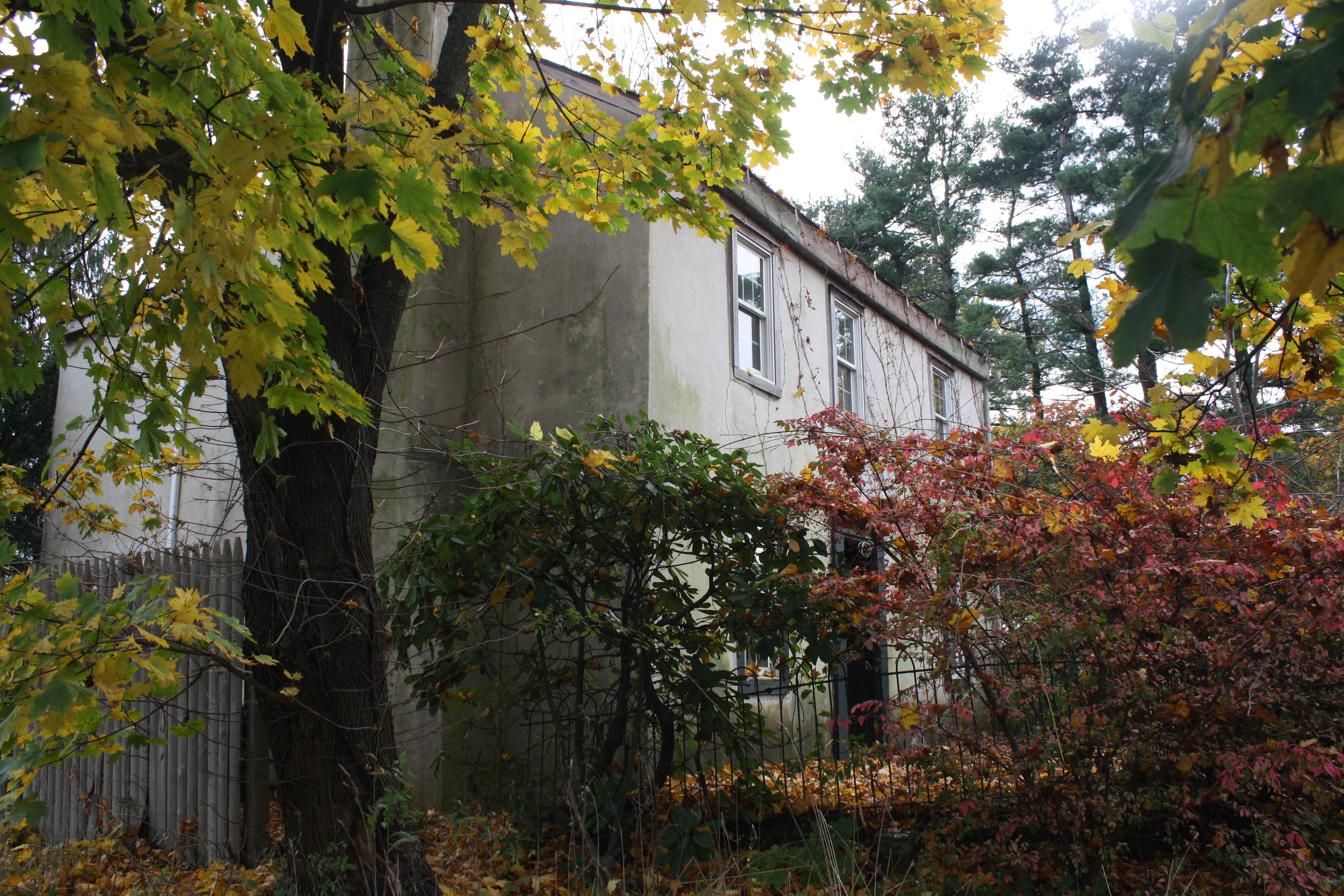
Siedlerhaus